# Гулиев, Ролан Мурадхан оглы
Гулиев Ролан Мурадхан оглу (азерб. Quliyev Rolan Muradxan oğlu) (родился 23 декабря 1987 года в городе Чарджоу, Туркменская ССР) — один из самых молодых и перспективных азербайджанских кикбоксеров-любителей. Член Сборной команды Азербайджана по кикбоксингу. Бронзовый призёр Чемпионата Европы, четырёхкратный победитель Туркменистана, а также двукратный чемпион Азербайджана среди молодёжи по этому виду спорта.

## Данные
- Рост 1.60 см, вес 57 кг. Ранее выступал также в весовых категориях до 48, до 51, до 54 и до 64 кг.

## Образование
- Впервые начал заниматься кикбоксингом в возрасте 7 лет, в Физкультурном Оздоровительном Комплексе г.Туркменабада. Первым тренером был двукратный чемпион мира по кикбоксингу Юсуп Хаитов.
- В 2004 году вместе с семьей переехал в Азербайджан. Стал заниматься в спорт-клубе "АКМФ-ПРО". Тренером является старший тренер сборной Азербайджана по кикбоксингу Чингиз Эйвазов.
- В 2006-2007 годах проходил действительную воинскую службу в рядах вооружённых сил Азербайджана.

## Достижения
- Бронзовый призёр чемпионата Европы 2008 года по кикбоксингу, по версии WAKO, раздел К1, проходившем в португальском городе Гимарайнш, в весовой категории до 54 кг.
- Чемпион Азии 2004 года по кикбоксингу, в весовой категории до 51 кг, проходившем в узбекском городе Самарканд.
- Победитель международного турнира по кикбоксингу, имени героя Туркменистана Атамурада Ниязова, в весовой категории до 48 кг, проходившего в 2003 году в Ашхабаде.
- Четырёхкратный чемпион Туркменистана (2000, 2001, 2002 и 2003 годы) по кикбоксингу среди любителей, в весовой категории до 51 кг.
- Чемпион Туркменистана 2004 года по кикбоксингу среди профессионалов, в весовой категории до 51 кг.
- Двукратный чемпион Азербайджана по кикбоксингу (2005 и 2006 гг), среди молодёжи, в весовой категории до 54 кг.
- Серебряный медалист чемпионата Азербайджана по кикбоксингу 2008 года, среди взрослых, в весовой категории до 54 кг.
- Чемпион Вооруженных сил Азербайджана по кикбоксингу 2007 года, в весовой категории до 64 кг.